# 斯龐塞勒 (亞利桑那州)
斯龐塞勒（英語：Sponseller）是位於美國亞利桑那州納瓦霍縣的一個非建制地區。該地的面積和人口皆未知。

## 地理
斯龐塞勒的座標為34°11′47″N 109°53′14″W / 34.19639°N 109.88722°W，而該地的平均海拔高度為2159米（即7083英尺）。